# Passion (musique)
Pour les articles homonymes, voir Passion.

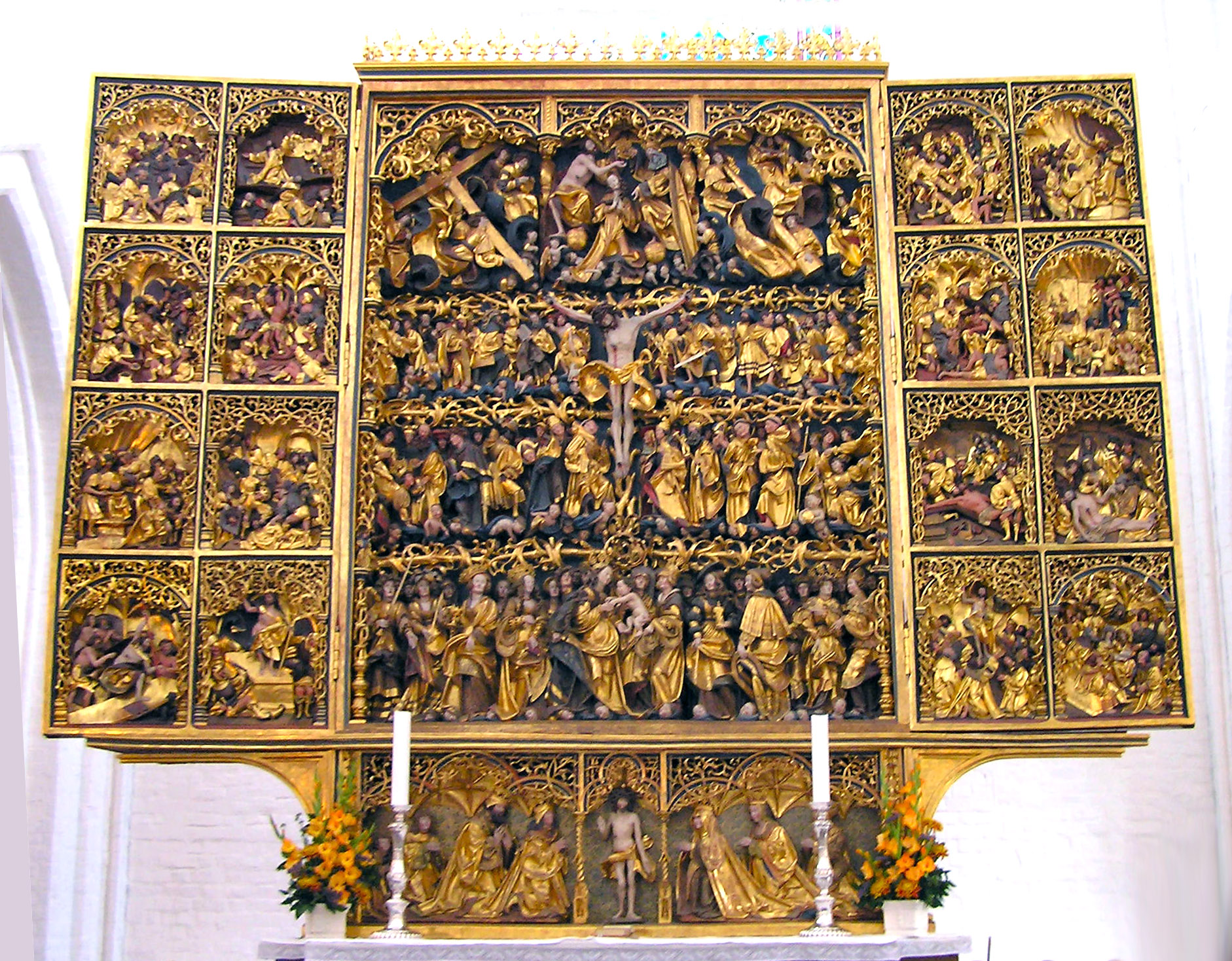
Représentation.

Dans la musique sacrée « classique », une passion est une catégorie d'oratorio, c'est-à-dire une composition musicale pour solistes vocaux, chœur et orchestre, dont la principale caractéristique est d'être écrite à partir du récit de la passion du Christ.

## Histoire de la Passion en musique

### Passion responsoriale
La mise en musique des derniers jours de la vie du Christ est une tradition qui remonte aux premiers siècles de la chrétienté. Les premières sources écrites remontent au IXe siècle mais on sait que la Passion selon le récit des quatre Évangélistes était psalmodiée à quatre jours différents de la Semaine sainte.
Au XIVe siècle, la tradition partageait les rôles entre trois religieux : le premier (voix de ténor) était le narrateur (l'Évangéliste ou historicus), le deuxième (voix de basse) jouait le rôle du Christ et le troisième (voix d'alto) celui des autres personnages (soliloquentes), tels que Pierre, Judas, Pilate.
Les paroles de la foule (turba) et des disciples étaient chantées à l'unisson par les trois chantres.

### Motet
Au cours du XVe siècle la polyphonie envahit la musique de messe et donc la Passion : la Passion-motet était chantée entièrement en polyphonie par un même ensemble vocal (Demonteus). Au XVIe siècle s'imposa une fusion de la Passion chorale à une voix et de la Passion-motet polyphonique pour donner le genre « responsorial » où, souvent, seules l'introduction et la conclusion étaient écrites en polyphonie.
En Allemagne, à l'époque de la Réforme, l'allemand remplaça le latin des textes religieux et dès 1530, un ami de Luther, le compositeur Johann Walther introduisit un genre de Passion-répons en allemand, où une polyphonie très simple à quatre voix était réservée aux turbae, alors que les paroles de l'Évangéliste et des divers acteurs étaient psalmodiées. Mais les instruments de musique restaient interdits dans les églises au temps de la Passion, ce qui limitait les possibilités musicales de cette forme.
Au XVIIe siècle, Heinrich Schütz a été le dernier compositeur à rester attaché à la Passion-répons, genre qu'il a su imprégner de sa grande sensibilité. Peu à peu une nouvelle technique de composition, la monodie, venue d'Italie s'imposa. Ce chant d'un homme, un héros, soutenu par les instruments, comporte aussi des récitatifs dramatiques et des airs (aria) qui traduisent les divers états de l'âme. L'opéra couronnera avec succès ce chant qui sera aussi fructueux dans la musique religieuse.

### L'Oratorio
La Passion perdit alors son importance au profit de l'oratorio et le sujet fut traité sous la forme d'un « Oratorio de la Passion » . Le texte, désormais librement adapté des Évangiles, épousait un déroulement dramatique, proche de l'opéra. L'air permettait désormais d'exposer de manière subjective et de commenter en parabole la tragédie de la Passion alors que jusqu'ici la méditation lyrique était réservée au chœur d'entrée et au chœur final, représentant la communauté idéalisée  des chrétiens. Dans l'ancienne Passion chorale, même les fidèles participaient en chantant un cantique avant et après la lecture de l'Évangile.
Un « Oratorio de la Passion » est par exemple la Passion selon Saint Matthieu écrite en 1663 par Johann Sebastiani, maître de chapelle du prince électeur de Brandebourg. Cette composition introduit un grand nombre de chorals chantés par un soliste accompagné de cordes comme des arias, dans le but  de « faire naître plus de dévotion ». Ces insertions à caractère contemplatif préparent le type des Passions de Bach.
Moins connues que celles de Bach, les Passions de Telemann sont cependant plus nombreuses : on en connaît ainsi 46, dont 23 ont été retrouvées. Le corpus de Passions de Telemann comprend 5 oratorios de la Passion contre 41 Passions (reprenant le strict texte des Évangiles dans les récitatifs).
Carl Philipp Emanuel Bach en a pour sa part composé 21 (Passions de C.P.E. Bach) dont tous les manuscrits ont été conservés.

### Les livrets de Neumeister
L'ajout de strophes de cantiques ou de poèmes d'invention libre aux textes de l'Évangile, loin de constituer un idéal  littéraire, aboutissait à une juxtaposition d'éléments et de styles disparates. Aussi plusieurs librettistes essayèrent de réécrire le texte de l'Évangile et les commentaires lyriques dans une langue homogène. Les textes des cantates rédigés de 1700 à 1716 par Erdmann Neumeister en sont le prototype.

### Le livret de Brockes
Barthold Heinrich Brockes, conseiller municipal à Hambourg écrivit la plus célèbre version poétique de la Passion du Christ. Parue en 1712 sous le titre « Der für die Sünde der Welt gemartete und sterbende Jesus » (« Jésus martyrisé et mourant pour le péché du monde »), cette passion fut mise en musique entre autres par Reinhard Keiser en 1712, par Haendel et Telemann en 1716, par Mattheson en 1718 ainsi que par Stölzel en 1725.
Le livret de la Passion selon saint Jean de Bach emprunte au texte de Brockes.
Comme la musique de la Passion ne faisait pas encore partie fixe de la liturgie des Vêpres du Vendredi saint, elle ne pouvait pas être totalement composée sur un texte moderne et devait de toute façon comporter le récit total et inchangé de l'Évangile. Cependant on intercala entre les paroles du Nouveau Testament des parties dites « madrigalesques », c’est-à-dire des airs sur des paroles d'invention libre qui commentent le texte biblique et des chorals d'écriture homophone et très expressive qui représentent l'assemblée des fidèles. Si elle ne chantait plus la mélodie en même temps que le chœur (au jubé ou à la tribune), l'assemblée entendait, en quelque sorte, chanter son propre rôle.

### XXesiècle
Au cours de la transition vers le XXe siècle, la Passion retrouve sa vocation cultuelle. Heinrich von Herzogenberg ouvrit la voie et fut le premier à écrire en 1896 une œuvre à vocation essentiellement liturgique. D'autres œuvres suivirent et firent en sorte que la Passion, en tant que genre musical, revienne dans les services religieux du temps de la Passion.

## Vocale
La liste suivante est non exhaustive. Elle tient compte des derniers enregistrements réalisés.

### Responsoriale

#### Latin
- Claudin de Semisy (1535)
- Cyprien de Rore (1557)
- Jachet de Mantoue (1567)
- Roland de Lassus : Matthäus-Passion et Johannes-Passion (1575), Markus-Passion et Lukas-Passion (1582)
- Tomás Luis de Victoria : Passion selon Saint Matthieu (1585)
- Giovanni Matteo Asola (1595)
- Thomas Mancinus : Passion selon Celler (avant 1602)

#### Allemand
- Johann Walter : Matthäus-Passion, Johannes-Passion (1530)
- Antonio Scandello : Johannes-Passion (vers 1570)
- Jacobus Gallus
- Bartholomäus Gesius : Johannes-Passion (1588)
- Samuel Besler : Passion (1612)

### Motet

#### Allemand
- Joachim a Burck : Passion selon saint Jean (Polyphonie)
- Leonhard Lechner : Johannes-Passion (1593)
- Christoph Demantius : Johannes-Passion (1631)
- Heinrich Schütz se distingue par le fait qu'il a créé des Histoires de la Passion qui, à l'exception d'une introduction et d'une conclusion, ne tolèrent aucune interruption du texte biblique : Passion selon Saint Matthieu (1666), Passion selon Saint Luc (vers 1653), Passion selon Saint Jean (1665/66) - toutefois, Schütz désigne ces trois œuvres comme Historia, [23] littéralement : Historia des Leidens und Sterbens ... Jesu Christi ...
- Giuseppe Peranda : Passion selon Saint Marc (1668)

### Oratorio

#### XVIIe siècle
- Thomas Selle : Passion selon Saint Matthieu (1642), Passion selon Saint Jean (1641 [sans intermedii], 1643 [avec intermedii])
- Heinrich Schütz : Les sept paroles de Jésus-Christ sur la croix, SWV 478 (1645)
- Christian Flor : Oratorio de la Passion (1667)
- Johann Sebastiani : Das Leyden und Sterben unseres HERRN und Heyland Jesu Christi nach dem heiligen Matthæo. Königsberg (1672)
- Johann Theile : Passion selon Saint Matthieu, Lübeck (1673)

#### XVIIIe siècle
- Johann Valentin Meder : Passion selon Saint Matthieu (vers 1700 ; Meder fait toujours accompagner les paroles de Jésus par deux violons)
- Jean-Sébastien Bach : Passion selon Saint Jean (1724), Passion selon Saint Matthieu (1727/29), Passion selon Saint Marc (1731, musique perdue), Passion selon Saint Luc (1730, musique d'un auteur anonyme copiée par Bach [avec certaines phrases de Bach])
- Georg Philipp Telemann : nombreuses Passions selon Saint Matthieu, Saint Marc, Saint Luc et Saint Jean (45 au total entre 1722 et 1767, dont 21 perdues).
- Carl Philipp Emanuel Bach : nombreuses Passions selon Saint Matthieu, Saint Marc, Saint Luc et Saint Jean (21 au total entre 1769 et 1789) et une cantate pour solistes, chœur et orchestre Die letzten Leiden des Erlösers Wq 233
- Gottfried August Homilius a créé dix passions
- Reinhard Keiser : Markuspassion
- Christoph Graupner : Wo gehet Jesus hin (Passionskantaten)
- Jésus martyrisé et mourant pour les péchés du monde (Texte de Barthold Heinrich Brockes), mis en musique par Reinhard Keiser en 1712, Telemann en 1716, Mattheson en 1718, Haendel en 1719 (voir Passion Brockes de Haendel), Fasch en 1723, Stölzel en 1725, Bachofen en 1759.
- Die gekreuzigte Liebe oder Tränen über das Leiden und Sterben unseres Heilandes - Oratorio de la Passion sur un texte de Johann Ulrich König, TVWV 5:4
- La passione di Gesù Cristo (texte de Pietro Metastasio), mis en musique par environ 70 compositeurs, dont Antonio Caldara (1730), Niccolò Jommelli (1749), Johann Gottlieb Naumann (1767), Josef Mysliveček (1773), Antonio Salieri (1777), Joseph Schuster (1778), Giovanni Paisiello (1782) et Johann Friedrich Reichardt (1783).
- Der Tod Jesu (texte de Karl Wilhelm Ramler), mis en musique par Georg Philipp Telemann, Carl Heinrich Graun, Carl Philipp Emanuel Bach (1755), Johann Christoph Friedrich Bach.
- Johann Wilhelm Hertel, Der sterbende Heiland (Le Sauveur mourant). Cantate de la Passion sur un texte de Johann Friedrich Löwen. Éditée et commentée par Franziska Seils (Beeskow, 2001)
- Gottfried August Homilius, Ein Lämlein geht und trägt die Schuld (imprimée en 1775 chez Breitkopf & Härtel à Leipzig)
- Antonio Rosetti : La Passion Le Christ mourant (1785) (Texte de Karl Friedrich Bernhard Zinkernagel)
- Antonio Rosetti : Jesus in Gethsémani (1790) (Texte de Heinrich Julius Tode)

#### XIXe siècle
- Ludwig van Beethoven, Christus am Ölberge Op 85 (Christ au mont des Oliviers) (1803)
- Carl Loewe : Das Sühnopfer des neuen Bundes (L'expiation de la nouvelle alliance) (1847)
- Friedrich Schneider : Gethsémané et Golgotha (1838) Op. 96
- Joseph Haydn, Die Worte des Erlösers am Kreuz (Les sept dernières paroles de notre Sauveur sur la croix) (1796, Hob. XX/2)
- Richard Bartmuß, Les paroles de notre Sauveur sur la croix, op. 51
- Louis Spohr, Des Heilands letzte Stunden, oratorio en deux parties, WoO 62 (1834/1835)
- César Franck, Les Sept Paroles du Christ sur la Croix (1859)
- Théodore Dubois, Les Sept Paroles du Christ (1867)
- Heinrich von Herzogenberg : La Passion. Oratorio d'église pour le Jeudi saint et le Vendredi saint pour voix solo, chœur, orchestre à cordes, harmonium, chant d'assemblée et orgue (1896)

#### XXe siècle
- Kurt Thomas : Passion selon Saint Marc (1927)
- Hugo Distler : Choral-Passion d'après les quatre évangiles des Saintes Écritures, op. 7, pour chœur mixte à 5 voix et 2 chanteurs qui représentent l'évangéliste et Jésus a cappella (1932/1933)
- Paul Hindemith, Mathis der Maler (1938)
- Georges Migot : La Passion, oratorio en douze parties (1939-1946 ; première représentation à Paris, 25 juillet 1957)
- Frank Martin : Golgotha, d'après des paroles de la Bible et de Saint Augustin, pour 5 solistes, chœur mixte, orgue et orchestre (1945-1948)
- Rudolf Mauersberger : Musique de la Passion d'après l'évangile de Luc pour deux chœurs placés séparément (1947)
- Wolfgang Schoor : Die Passion nach Markus und Worten verschiedener Dichter pour soprano, alto, ténor, baryton et basse solo, chœur mixte, orchestre de chambre, clavecin et orgue (1949), textes : évangile, liturgie des heures, prophète Isaïe, H. P. Bergler-Schroer, Lilo Ebel, Paul Gerhardt, Gottfried Hasenkamp, Johann Heermann, Hertha Jaegerschmid, Wolfgang Schoor, Friedrich Wilhelm Weber (1949)
- Kurt Fiebig : Passion selon Saint Marc pour solistes et chœur mixte a cappella (1950)
- Ernst Pepping : Passionsbericht des Matthäus (Récit de la Passion de Matthieu) (1951)
- Max Baumann : Passion op. 63 (1959)
- Karl Marx : Als Jesus von seiner Mutter ging, Passionskantate über eine alte Weise aus dem Buchenland pour soprano, baryton, chœur mixte et instruments (1961)
- Helmut Degen : Passion selon Saint Jean (1961-1962)
- Krzysztof Penderecki : Passion selon Saint Luc (1962-1965)
- Hermann Schroeder : Passion selon Saint Jean pour chœur mixte et chanteur soliste (1963)
- Hermann Schroeder : Passion selon Saint Matthieu pour chœur mixte et chanteur soliste (1964)
- Karl Michael Komma : Matthäus-Passion pour chœur a cappella (1965)
- Hermann Schroeder : Passion selon Saint Luc pour chœur mixte et chanteur solo (1970)
- Hermann Schroeder : Passion selon Saint Marc pour chœur mixte et chanteur soliste (1971)
- Paul Ernst Ruppel : Crucifixion - Contemplation de la Passion d'après des spirituals pour chœur solo, chœur mixte, trombone et basse (1960)
- Gerd Zacher : La Passion de Noël Euch ist heute (1973)
- Kurt Grahl : Passion selon Saint Matthieu, Passion selon Saint Marc, Passion selon Saint Luc, Passion selon Saint Jean (sans date)
- Mikis Theodorakis : Kata Saddukaion Pathi (Passion des sadducéens ; texte : Michalis Katsaros) pour ténor, baryton, basse, chœur et orchestre (1981-1982)
- Arvo Pärt : Passio Domini nostri Jesu Christi secundum Joannem pour soli, chœur mixte, quatuor instrumental et orgue (1982)
- Oskar Gottlieb Blarr : Passion pour Jésus (1985)
- Gerbert Mutter : Passion allemande de Saint Jean. D'après le texte œcuménique du missel ancien de Schott pour 8 voix solistes et chœur mixte à quatre voix a cappella (1986)
- Jörg Ewald Dähler : La Passion selon l'évangéliste Luc. Pour chœur mixte à 1-8 voix, narrateur, quatuor de trombones et orgue (1987)
- Ulrich Nehls : Musique de la Passion d'après l'évangéliste Matthieu (1990)
- Anton Reinthaler a créé quatre passions : La Passion selon Saint Jean, La Passion selon Saint Luc, une Passion selon Saint Marc et la Passion selon Saint Matthieu.
- Johannes Weyrauch : Petite Passion selon l'Evangile de Jean. WeyWV 64. chœur SAM, solos de chœur, (str ad lib, ) org.

- Sofia Gubaidulina : Passion selon Saint Jean, en russe (2000)

- Wolfgang Rihm : Deus passus d'après des textes choisis de l'évangile de Luc (2000)

- Matthias Drude : Pour ton honneur j'ai combattu, j'ai souffert - Stationen der Passion Jesu (2000)

- Johannes Matthias Michel : Crucifixion, scène de la Passion pour baryton, narrateur, chœur et orchestre (2001)

- Tan Dun : Water Passion After St. Matthew (2002)

- Michael Radulescu : Passion et mort de notre Seigneur et Sauveur Jésus-Christ, pour alto solo, basse solo, 2 chœurs mixtes, 4 flûtes, 4 contrebasses, 4 trombones, 4 violes de gambe, 2 groupes de percussion (2002-2003)

- Fredrik Sixten : En svensk Markuspassion pour solistes, chœur et ensemble de musique de chambre (2003)

- Mark Andre :...22,13... Passion de théâtre musical en trois parties (1999-2004)

- Peter Michael Braun : Passus est et resurrexit pour chœur mixte, grand orgue et orchestre (2005)

- Klaus Miehling : Passio secundum Marcum pour soli, chœur et orchestre baroque (1980/2006) - Judas-Passion (2005), sélection de textes de Matthias Uhlich
- James MacMillan : St John Passion (2008)

- Hans Peter Türk : Siebenbürgische Passionsmusik pour le Vendredi saint (2009)[24].

- Bob Chilcott : Passion selon Saint Jean (2013).

- Werner Schulze, Passio, op. 25 (2015)

- Ludger Stühlmeyer : Passion selon Saint Jean pour chœur SATB et voix-solistes SATB, textes d'après : Jn. 18,1-19,42 (2014)

- Fredrik Sixten : Passions selon Saint Jean (2015)

- Gunther Martin Göttsche : Jerusalem, oratorio de la Passion, écrit en 2016 à Jérusalem (comme op. 90), pour six solistes vocaux, chœur, chœur de jeunes, chœur de trombones, grand orchestre symphonique, piano et orgue.

- Klaus Sebastian Dreher : Die Graue Passion - Oratorio pour solistes, chœurs et instrumentistes sur des fragments de texte d'une harmonie de la Passion en moyen haut allemand, en écho aux tableaux d'autel de Hans Holbein l'Ancien (2017)

## Instrumentales
- Lorenzo Perosi : La Passione di Cristo secondo San Marco (1897) pour orgue seul
- Marcel Dupré : Symphonie-Passion Op. 23 (1924), œuvre pour orgue seul
- Marcel Dupré, Le Chemin de la Croix (1931) pour orgue seul intercallant des vers de Paul Claudel
- Michael Radulescu : Sieben Choräle zur Passion